# Giuseppe Parvis
Giuseppe Parvis (Breme, 2 september 1831 – Uboldo, 11 juli 1909) was een Italiaanse meubelmaker en beeldhouwer.

## Leven
Parvis was de zoon van een schipper op de Po; hij had talent voor tekenen en beeldhouwen. Na zijn studie aan de Albertina-academie voor Schone Kunsten in Turijn perfectioneerde hij zijn vaardigheid in inlegwerk onder leiding van de koninklijke meubelmaker Gabriele Capello. In 1859 vertrok hij naar Egypte, waar hij een werkplaats opende voor de productie en verkoop van meubels geïnspireerd op Arabische architectuur en decoratie.
De neomoorse stijl van Parvis verspreidde zich al snel naar de huizen van de rijke Egyptische en Europese bourgeoisie. Kedive Ismail Pasja gaf hem de opdracht om gebeeldhouwde en ingelegde meubels te maken voor zijn residenties. In 1867 gaf hij hem de opdracht om de meubels te maken voor het Egyptische paviljoen op de Wereldtentoonstelling in Parijs. Parvis verzocht en kreeg toestemming om plaatsen kon betreden die verboden waren voor westerlingen: zo gingen de deuren van de belangrijkste en mooiste gebouwen in Caïro voor hem open, waaronder het Museum voor Arabische Kunst (de voorloper van het huidige Museum voor Islamitische Kunst), gevestigd in de Moskee van al-Hakim. 
Parvis nam deel aan verschillende (internationale) tentoonstellingen: de Centennial Exposition in Philadelphia in 1876, de Wereldtentoonstelling in Wenen in 1873, de Italiaanse nationale tentoonstelling in Milaan in 1881 en die in Turijn in 1884. Bij de laatste stelde hij een slaapkamer en een woonkamer in Egyptische stijl tentoon, versierd met beelden in de vorm van een sfinx.
Onder zijn opdrachtgevers waren Victor Emanuel III, Edward VII, Giuseppe Verdi en Gabriele d'Annunzio. In 1898 verscheen een artikel van Luigi Einaudi over Parvis in de Turijnse krant La Stampa di Torino.
Hij keerde in 1900 terug naar Turijn en liet de werkplaats die hij in Egypte had gesticht achter onder de hoede van zijn zonen. Ismail pasja schonk hem een Oudegyptische sarcofaag van roze graniet uit Aswan, die na zijn dood werd bijgezet op zijn graf.